# مزاعم الاغتصاب الليبية 2011
تشير مزاعم الاغتصاب الليبية عام 2011 إلى سلسلة من الادعاءات التي ظهرت في أبريل 2011 أن القوات الموالية في ليبيا كانت تغتصب جماعيًا المتمردين. وظهرت مزاعم أخرى أيضًا تدعي أن الفياجرا وغيرها من عقاقير العجز الجنسي يتم توزيعها من قبل القذافي لدعم عمليات الاغتصاب. وقد أنكر الدبلوماسيون الليبيون هذه الاتهامات قائلين إنها شائعات.
في يونيو 2011، بدأت المحكمة الجنائية الدولية (ICC) تحقيقًا في مزاعم الاغتصاب ساعية لإضافة عمليات الاغتصاب إلى قائمة التهم الموجهة ضد القذافي بارتكاب جرائم حرب. وفشلت منظمة العفو الدولية، ومنظمة هيومن رايتس ووتش ومنظمة أطباء بلا حدود في العثور على أدلة مباشرة بحدوث عمليات اغتصاب جماعي، هذا ما أكده المحقق التابع للأمم المتحدة، محمود شريف بسيوني. وقد أثار تركيز وسائل الإعلام على هذه الاتهامات انتقادات بأن هذه المزاعم للتعتيم على جرائم حرب أخرى.

## الولايات المتحدة
لقد ذكرت وزيرة الخارجية الأمريكية، هيلاري كلينتون، أن «الاغتصاب والترهيب الجسدي والتحرش الجنسي وحتى ما يسمى بـ 'اختبارات العذرية' قد وقعت في بلدان المنطقة». وصرحت أيضًا «أن ذلك يعد إهانة للأشخاص الذين يتوقون للعيش في مجتمع خال من العنف يحترم حقوق الإنسان الأساسية. ونحن نحث جميع الحكومات لإجراء تحقيقات شفافة وفورية في هذه المزاعم، ومحاسبة أولئك الذين تثبت مسؤوليتهم».

## مزاعم عام 2011
وانتشرت أيضًا سلسلة من الادعاءات في 2011 حول قيام القذافى بتوزيع الفياجرا وعقاقير العجز الجنسي الأخرى ليحافظ على استمرارية الاغتصابات القائمة، وقد تم إنكار مثل هذه الاتهامات من قبل الدبلوماسية الليبية مبررة أنها محض حرب دعائية وشائعات، ومن جانبها أعدت أخصائية علم النفس الليبية سهام سرجيوا تقريرًا عن أنماط الاغتصاب التي تمت على نطاق واسع من قبل جنود الحكومة الليبية أثناء الصراع القائم في عام 2011، وبدأت المحكمة الجنائية الدولية بالتحقيق فورًا في ادعاءات الاغتصاب سعيًا وراء إرفاقهن بقائمة التهم الموجهة للقذافي بخصوص ارتكابه لجرائم الحرب، ولكن فشلت جهود منظمة العفو الدولية وهيومن رايتس ووتش وأطباء بلا حدود في الكشف عن دليل قاطع يثبت وقوع تلك الاغتصابات الجماعية، وقد باءت محاولات محقق الأمم المتحدة الأستاذ شريف بسيونى بالفشل أيضاً في يونيه 2011، ومن جانبه فقد عبر باتريك كوكبورن عن قلقه أنه قد تم استخدام تقارير الاغتصاب الغير حقيقة والمضللة من جانب قوات الحكومة الليبية لتبرير التدخل العسكري في ليبيا بدعم من حلف الناتو في 2011.